# Francia en los Juegos Olímpicos de Londres 1948
Francia estuvo representada en los Juegos Olímpicos de Londres 1948 por un total de 316 deportistas que compitieron en 20 deportes.  
El portador de la bandera en la ceremonia de apertura fue el remero Jean Séphériadès.

## Medallistas
El equipo olímpico francés obtuvo las siguientes medallas:
| Nombre                                                                                          | Deporte           | Competición            |
| ----------------------------------------------------------------------------------------------- | ----------------- | ---------------------- |
| Oro                                                                                             |                   |                        |
| Micheline Ostermeyer                                                                            | Atletismo         | Peso F                 |
| Micheline Ostermeyer                                                                            | Atletismo         | Disco F                |
| Jacques Dupont                                                                                  | Ciclismo en pista | 1000 m contrarreloj M  |
| Pierre Adam Serge Blusson Charles Coste Fernand Decanali                                        | Ciclismo en pista | Persecución por eqs. M |
| José Beyaert                                                                                    | Ciclismo en ruta  | Ruta ind. M            |
| Jéhan Buhan                                                                                     | Esgrima           | Florete ind. M         |
| André Bonin René Bougnol Jéhan Buhan Christian d'Oriola Jacques Lataste Adrien Rommel           | Esgrima           | Florete por eqs. M     |
| Édouard Artigas Marcel Desprets Henri Guérin Maurice Huet Henri Lepage Michel Pécheux           | Esgrima           | Espada por eqs. M      |
| Bernard Chevallier (Aiglonne)                                                                   | Hípica            | Concurso completo ind. |
| André Jousseaume (Harpagon) Jean Saint-Fort Paillard (Sous les Ceps) Maurice Buret (Saint Quen) | Hípica            | Doma por eqs.          |
| Plata                                                                                           |                   |                        |
| Alain Mimoun                                                                                    | Atletismo         | 10 000 m M             |
| Robert Chef d’Hôtel Jean Kérébel François Schewetta Jacques Lunis                               | Atletismo         | 4 × 400 m M            |
| Ignace Heinrich                                                                                 | Atletismo         | Decatlón M             |
| Equipo                                                                                          | Baloncesto        | Torneo M               |
| Christian d'Oriola                                                                              | Esgrima           | Florete ind. M         |
| André Jousseaume (Harpagon)                                                                     | Hípica            | Doma ind.              |
| Bronce                                                                                          |                   |                        |
| Marcel Hansenne                                                                                 | Atletismo         | 800 m M                |
| Micheline Ostermeyer                                                                            | Atletismo         | Salto de altura F      |
| Jacqueline Mazéas                                                                               | Atletismo         | Disco F                |
| René Faye Gaston Dron                                                                           | Ciclismo en pista | Tándem M               |
| José Beyaert Jacques Dupont Alain Moineau                                                       | Ciclismo en ruta  | Ruta por eqs. M        |
| Jean-François d'Orgeix (Sucre de Pomme)                                                         | Hípica            | Saltos ind.            |
| Charles Kouyos                                                                                  | Lucha libre       | 56 kg M                |
| Georges Vallerey                                                                                | Natación          | 100 m espalda M        |
| Joseph Bernardo Henri Padou René Cornu Alexandre Jany                                           | Natación          | 4 × 200 m libre M      |
| Henri Eberhardt                                                                                 | Piragüismo        | K1 1000 m M            |
| Robert Boutigny                                                                                 | Piragüismo        | C1 1000 m M            |
| Georges Dransart Georges Gandil                                                                 | Piragüismo        | C2 1000 m M            |
| Georges Dransart Georges Gandil                                                                 | Piragüismo        | C2 10 000 m M          |